# Emil Walter
Emil Walter (1872 - 1939), was een Zwitsers politicus.
Emil Walter was lid van de Sociaaldemocratische Partij van Zwitserland (SP). Hij was lid van de Regeringsraad van het kanton Zürich.
Emil Walter was van 1 mei 1925 tot 30 april 1926 voorzitter van de Regeringsraad (dat wil zeggen regeringsleider) van Zürich. Hij was de tweede socialist, na Heinrich Ernst, die deze functie bekleedde.